# 杜圖瓦-諾伊明-德爾波特彗星
杜圖瓦-諾伊明-德爾波特彗星（57P/du Toit–Neujmin–Delporte）是一顆週期彗星，是木星族彗星成員之一，其軌道和演化受到這顆巨行星的強烈影響。
2002年，人們發現杜圖瓦-諾伊明-德爾波特彗星已碎裂成至少20塊碎片。這些脫落的碎片沿著彗星殘存頭部的軌道散佈。碎片A最後一次被觀察到是在2002年。

## 外部連結
- Orbital simulation from JPL (Java) / Horizons Ephemeris （页面存档备份，存于）
- 57P/du Toit-Neujmin-Delporte （页面存档备份，存于） – Seiichi Yoshida @ aerith.net
- 57P/du Toit–Neujmin–Delporte （页面存档备份，存于） at Gary W. Kronk's Cometography